# TSSK6
TSSK6 (англ. Testis specific serine kinase 6) – білок, який кодується однойменним геном, розташованим у людей на короткому плечі 19-ї хромосоми. Довжина поліпептидного ланцюга білка становить 273 амінокислот, а молекулярна маса — 30 331.
| 10         |  | 20         |  | 30         |  | 40         |  | 50         |
| ---------- |  | ---------- |  | ---------- |  | ---------- |  | ---------- |
| MSGDKLLSEL |  | GYKLGRTIGE |  | GSYSKVKVAT |  | SKKYKGTVAI |  | KVVDRRRAPP |
| DFVNKFLPRE |  | LSILRGVRHP |  | HIVHVFEFIE |  | VCNGKLYIVM |  | EAAATDLLQA |
| VQRNGRIPGV |  | QARDLFAQIA |  | GAVRYLHDHH |  | LVHRDLKCEN |  | VLLSPDERRV |
| KLTDFGFGRQ |  | AHGYPDLSTT |  | YCGSAAYASP |  | EVLLGIPYDP |  | KKYDVWSMGV |
| VLYVMVTGCM |  | PFDDSDIAGL |  | PRRQKRGVLY |  | PEGLELSERC |  | KALIAELLQF |
| SPSARPSAGQ |  | VARNCWLRAG |  | DSG        |  |            |  |            |

A: Аланін

C: Цистеїн

D: Аспарагінова кислота

E: Глутамінова кислота

F: Фенілаланін

G: Гліцин

H: Гістидин

I: Ізолейцин

K: Лізин

L: Лейцин

M: Метіонін

N: Аспарагін

P: Пролін

Q: Глутамін

R: Аргінін

S: Серин

T: Треонін

V: Валін

W: Триптофан

Кодований геном білок за функціями належить до трансфераз, кіназ, серин/треонінових протеїнкіназ, білків розвитку, фосфопротеїнів. 
Задіяний у таких біологічних процесах, як диференціація клітин, сперматогенез. 
Білок має сайт для зв'язування з АТФ, нуклеотидами, іонами металів, іоном магнію. 